# Joel Kim Booster
Joel Alexander Kim Booster, all'anagrafe Kim Joonmin (in coreano: 조엘 킴 부스터; Isola di Jeju, 29 febbraio 1988), è un attore, comico, sceneggiatore e doppiatore statunitense.

## Biografia
Joel Kim Booster è nato sull'Isola di Jeju e durante l'infanzia è stato adottato da una coppia di americani. Negli Stati Uniti è cresciuto a Plainfield e ha studiato teatro all'Università di Millikin.
Ha cominciato ad affermarsi come comico dopo essersi trasferito a New York nel 2014 ed è apparso in episodi di Conan e Comedy Central Stand-Up Presents nel 2016 e nel 2017. Parallelamente all'attività di comico ha recitato in diversi film e serie televisive, lavorando anche come doppiatore in numerose serie d'animazione. Nel 2022 ha esordito come sceneggiatore cinematografico con il film Fire Island, in cui ha interpretato anche il protagonista Noah.
Booster è dichiaratamente gay.

## Filmografia parziale

### Attore

#### Cinema
- Matrimonio a Long Island (The Week Of), regia di Robert Smigel (2018)
- Fire Island, regia di Andrew Ahn (2022)

#### Televisione
- Shrill - serie TV, 3 episodi (2019)
- Search Party - serie TV, 2 episodi (2020)
- iCarly - serie TV, 1x6 (2021)
- Loot - Una fortuna (Loot) - serie TV, 20 episodi (2022-2024)

#### Doppiaggio
- BoJack Horseman - serie TV, 6x7 (2019)
- Big Mouth - serie TV, 5 episodi (2019-2021)
- Bob's Burgers - serie TV, 12x3 (2021)
- Santa Inc. - serie TV, 8 episodi (2021)
- American Dad! - serie TV, 17x1 (2022)

### Sceneggiatore
- Fire Island, regia di Andrew Ahn (2022)

## Doppiatori italiani
- Federico Viola in Fire Island